# هلی‌اکل یکم

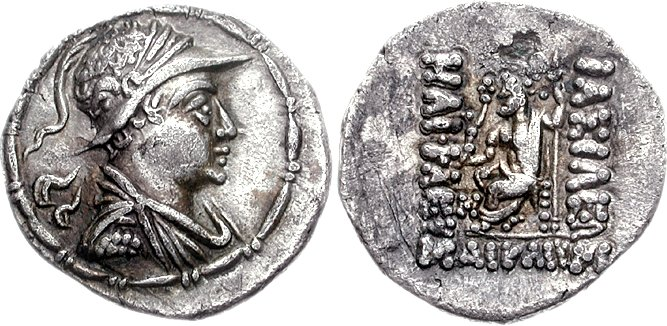
سکه هلی اکل

هِلی‌اُکل (به یونانی: Ηλιοκλής) پادشاه دولت یونانی باختر میان سال‌های ۱۴۵ تا ۱۳۰ پیش از میلاد بود. او پسر و جانشین اوکراتید یکم بود. هلی‌اکل همچنین واپسین پادشاه دولت یونانی باختر نیز هست. 
او درگیر جنگ خانوادگی با برادرش اوکراتید دوم بود که از یکسو مناندر یکم پادشاه دولت هندویونانی سرزمین‌هایی را که اوکراتید یکم از او گرفته بود بازپس گرفت و از دیگرسو سکاها در حدود ۱۴۰ (پیش از میلاد) بدان سامان تاختند و اوکراتید دوم را کشتند و اسکندریه را ویران ساختند. 
هلی‌اکل یکبار به مرزهای شرقی اشکانیان تاخت که به دست مهرداد دوم سرکوب و پس‌ رانده‌شد. برپایهٔ فرضیه‌ای تازش او به مرزهای اشکانی با تحریک دیمتریوس دوم پادشاه سلوکی بوده‌است.
در حدود ۱۳۰ پیش از میلاد بیابان‌نشینان دیگری (شاید یوئه‌چیها یا تخاریان) به باختر تاختند و هلی‌اکل و دولت باختر برای همیشه بلخ را از دست داد. از سرنوشت او آگاهی‌ای در دست نیست. پس از او کسانی از خاندانش چون هلی‌اکل دوم در قالب پادشاهی هندویونانی بر سرکار آمدند.